# 林登 (愛達荷州)
林登（英語：Linden）是美國愛達荷州拉塔縣一個非建制地區，以位於該國密蘇里州的同名非建制地區林登（Linden）命名。當地於1870年代後期曾經掀起一陣小型淘金潮，並在1889年至1929年期間擁有一所同樣名為「林登」的郵政局。